# Unter anderen Umständen: Falsche Liebe
Falsche Liebe ist ein deutscher Fernsehfilm von Judith Kennel aus dem Jahr 2014. Es handelt sich um die neunte Folge der Krimiserie Unter anderen Umständen mit Natalia Wörner in der Hauptrolle. Der Film wurde am 10. Februar 2014 erstmals im ZDF ausgestrahlt und hatte drei Wochen vor dem offiziellen Sendetermin eine Vorpremiere auf Schloss Gottorf.

## Handlung
Kommissarin Jana Winter hat einen Vorfall in einem Parkhaus, bei dem sie nicht professionell genug reagiert hatte, noch nicht ganz verarbeitet, da wartet schon der nächste Fall auf sie und ihre Kollegen. Die Angestellte in einem Museum wurde ermordet in einem Lagerraum aufgefunden. Unter Verdacht gerät der geistig behinderte Christoph Kramer, der in der Schlossgärtnerei arbeitet und das Opfer kannte. Er leidet unter einer Zerebralparese und wird von seiner Schwester betreut, bei der er auch lebt. Beide haben ein großes Vermögen von ihren Eltern geerbt und sind eigentlich wirtschaftlich unabhängig. Die Arbeit in der Gärtnerei soll für ihn mehr eine Therapie darstellen, als dem Gelderwerb dienen.
Nachdem der Museumsdirektor von einer Mitarbeiterin schwer belastet wird und unter Verdacht gerät, erscheint plötzlich Rike Kramer mit ihrem Bruder auf dem Polizeirevier, um eine Aussage zu machen. Kopfnickend gesteht Christoph Kramer, etwas mit dem Tod seiner Kollegin zu tun zu haben. Für Jana Winter kommt dieses Geständnis zu plötzlich. Sie hält Rike Kramer für die Täterin, weil diese weiß, dass ihr Bruder strafrechtlich nicht zur Verantwortung gezogen werden würde. Da sie sich seit über zwanzig Jahren um ihren Bruder kümmert und diese Fürsorge ihr einziger Lebensinhalt geworden ist, konnte sie es nicht ertragen, dass er sich seit einiger Zeit für seine hübsche Kollegin interessierte. Er machte ihr Geschenke und nahm auch einige seiner Medikamente nicht mehr.
Um Rike Kramer zu einem Geständnis zu bewegen, greift die Kommissarin zu einem Trick. Sie kann eine junge Mitarbeiterin des Museums dazu überreden, sich mit Christoph heimlich zu treffen. Dadurch wird erneut die Eifersucht in seiner Schwester geweckt und Rike Kramer verrät sich am Ende selbst.

## Hintergrund
Falsche Liebe wurde am 10. Februar 2014 im ZDF als Fernsehfilm der Woche gesendet. Kian Schmidt übernimmt ab jetzt die Rolle von Leo Winter, die bisher mit Jacob Lee Seeliger, dem Sohn der Hauptdarstellerin Natalia Wörner, besetzt war.
Die Dreharbeiten erfolgten unter dem Arbeitstitel Das Opfer zu großen Teilen im Schloss Gottorf, in dem das Landesmuseum Schleswig-Holstein seinen Sitz hat.

## Rezeption

### Einschaltquoten
Die Erstausstrahlung von Falsche Liebe am 10. Februar 2014 im ZDF verfolgten 5,24 Millionen Zuschauer, dies entsprach Marktanteilen von 15,6 Prozent.

### Kritiken
Thomas Gehringer von Tittelbach.tv schrieb: In diesem „neunten Fall der ZDF-Krimireihe ‚Unter anderen Umständen‘ kämpft Jana Winter mit privaten Sorgen um ihren Sohn Leo und einer Vielzahl an Verdächtigen. Die Mischung stimmt nicht. Unter dem privaten Handlungsstrang leidet der Kriminalfall, in dem es ein paar Zufälle zuviel gibt. Eine wenig inspirierte Inszenierung, kein Highlight der Reihe. Aber (mal wieder) ein Lichtblick: Martin Brambach in der Rolle von Jana Winters Chef.“
Focus.de wertete ähnlich, meinte aber auch: „Familienszenen sind die stärkeren Momente des Films“ und „Es gibt manche gelungene, sogar humorvolle Szene.“ „Den melancholischen Hintergrund bildet die winterliche Landschaft an der Schlei im hohen Norden.“
Die Kritiker der Fernsehzeitschrift TV Spielfilm werteten dagegen positiv und schrieben: „Überspannt, aber spannend mit viel Lokalkolorit.“ Fazit: „Kühles Täterraten mit hitziger Kommissarin“.
Matthias Hannemann von der FAZ urteilte: „Fest steht: Dieses eingespielte Fernsehteam ist eines der überzeugendsten im Land. Natalia Wörner als um Kraft ringende, implodierende Kommissarin, Ralph Herforth als kantiger Hamm, Max von Pufendorf als schnittiger Jessen.“